# Stenodactylus doriae
Stenodactylus doriae är en ödleart som beskrevs av  Blanford 1874. Stenodactylus doriae ingår i släktet Stenodactylus och familjen geckoödlor. IUCN kategoriserar arten globalt som livskraftig. Inga underarter finns listade i Catalogue of Life.